# ولسوالی احمدآباد
احمدآباد یکی از ولسوالی‌های ولایت پکتیا در خاور افغانستان است. جمعیت آن در سال ۲۰۰۶ میلادی، ۳۵،۶۷۳ نفر اعلام شده‌است.